# Jednogłośna
Jednogłośna – minialbum album polskiej wokalistki Natalii Kukulskiej.
Wydawnictwo ukazało się 24 września 2021 roku nakładem wytwórni Agora.
EP-kę promował utwór "Jednogłośna", który ukazał się również 24 września 2021 roku. Do utworu powstał teledysk.

## Lista utworów
Opracowano na podstawie materiału źródłowego
| Nr | Tytuł utworu          | Słowa            | Muzyka                           | Długość |
| -- | --------------------- | ---------------- | -------------------------------- | ------- |
| 1. | „Bezdomni bez siebie” | Natalia Kukulska | Archie Shevsky, Natalia Kukulska | 3:49    |
| 2. | „Jednogłośna”         | Natalia Kukulska | Archie Shevsky, Natalia Kukulska | 4:11    |
| 3. | „Osobno czy razem”    | Natalia Kukulska | Archie Shevsky, Natalia Kukulska | 3:38    |
| 4. | „Lepiej nie pytaj”    | Natalia Kukulska | Archie Shevsky, Natalia Kukulska | 4:12    |
|    |                       |                  |                                  | 15:50   |

## Twórcy
- Natalia Kukulska – wokal, chórki
- Michał Dąbrówka – perkusja
- Artur Twardowski – gitara elektryczna
- Archie Shevsky = bass, instrumenty klawiszowe i perkusyjne

Realizacja nagrań perkusji: Kamil Wyziński w Fun House Studio.
Realizacja pozostałych nagrań: Archie Shevsky, Mateusz Michalik w AJMT Records.